# Hawaii (ö)
Hawaii (hawaiiska: Hawaiʻi, även kallad The Big Island) är den största av Hawaiiöarna och ligger i sydöstra änden av ögruppen. Den är även störst bland de åtta huvudöarna som utgör den amerikanska delstaten Hawaii. Den är också USA:s största ö.
I administrativt hänseende tillhör hela ön countyt Hawaii County. Den största staden på ön heter Hilo, och har ungefär 44 186 invånare.
Populära turistattraktioner på Hawaii är vulkanerna Mauna Kea, Mauna Loa och Kilauea samt lavaflöden från Puʻu ʻŌʻō.

## Historia
Kamehameha I som bodde på Hawaii hade år 1795 förenat alla Hawaiiöar under sitt styre. Han gav sitt rike namnet efter ön som han kom ifrån och därefter kallas ögruppen för Hawaii. Den brittiska upptäcktsresanden kapten James Cook dödades på Hawaii den 14 februari 1779. I dag finns det en obelisk på platsen.